# Hyrige, Heggadadevankote
Hyrige là một làng thuộc tehsil Heggadadevankote, huyện Mysore, bang Karnataka, Ấn Độ.